# Manjóšú

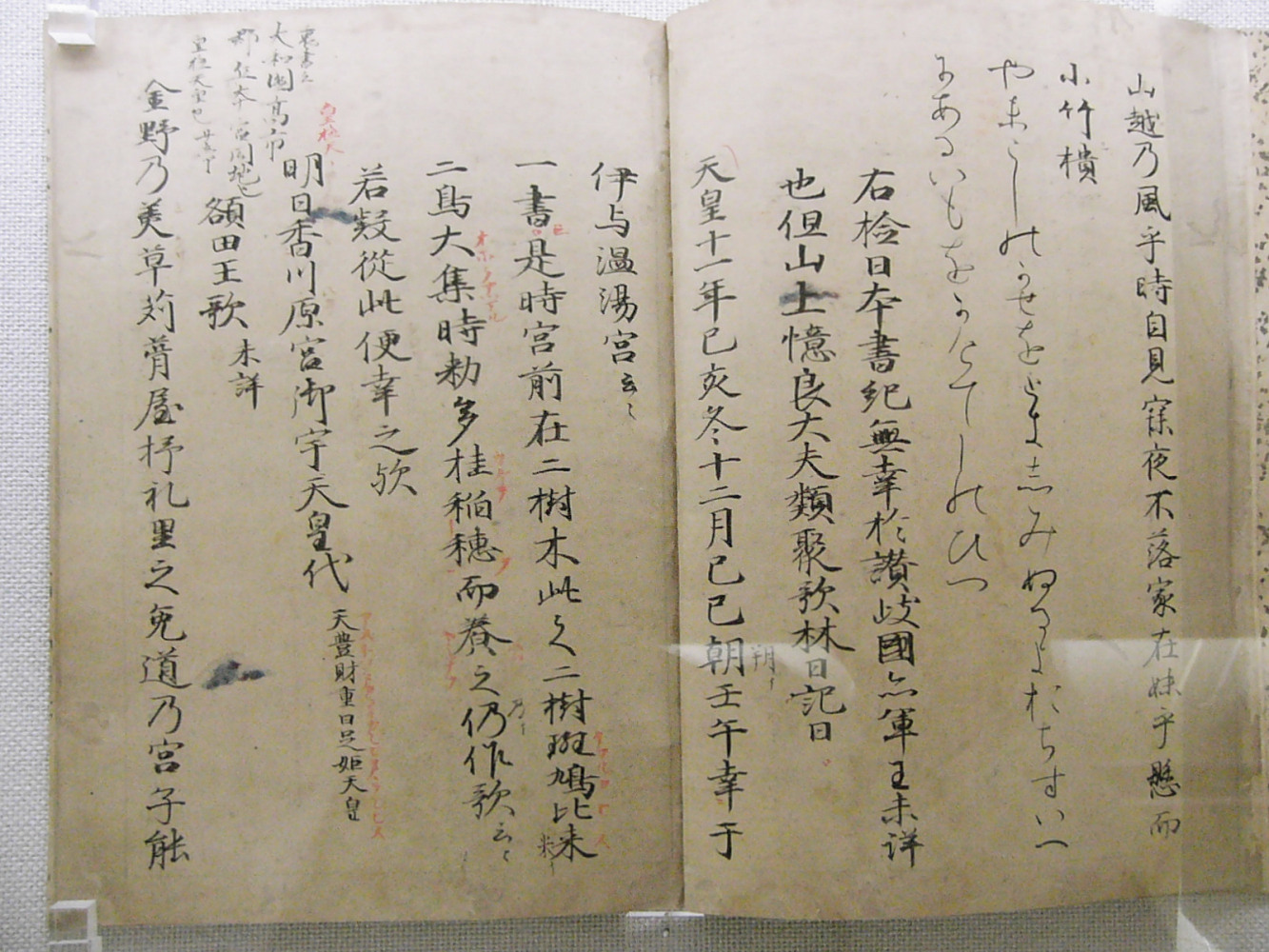
Stránky z Manjóšú v originále

Manjóšú (v kandži 万葉集, správně Man'jóšú; Sbírka bezpočtu listů nebo též Sbírka četných generací) je soubor více než 4500 japonských básní od 561 autorů (z toho je 70 žen). Za nejstarší části sbírky jsou považovány milostné verše šestnáctého japonského císaře Nintokua (vládl 313 až 399). Editorské práce na sbírce pak dokončil roku 760 vzdělaný dvořan Ótomo no Jakamoči (asi 718 až 785). Jeho text se však nedochoval, nejstarší zachované opisy sbírky pocházejí z období Heian (794 až 1185).
Básně byly původně zapsány tzv. manjóganou, tedy kombinací čínských znaků ve fonetickém a sémantickém použití, neboť vznikaly v době, kdy ještě neexistovala slabičná abeceda katakana. Moderní čtení je proto v mnoha případech pouze přibližné a japonští filologové dodnes diskutují o významu některých básní.
Většina básní má formu tanka (pětiverší o 31 slabikách). Tematicky jde o lyrickou poezii, týkající se každodenního života a zvyků, citových pout mezi rodiči a dětmi a mezi sourozenci, lásky platonické, milenecké i manželské, citového strádání, starých legend i přírodních nálad.
Do češtiny celou sbírku přeložil Antonín Líman. Kromě toho byla zatím sbírka Manjóšú kompletně přeložena jen do francouzštiny.

## Česká vydání
- Verše psané na vodu (starojaponská pětiverší), Rudolf Kmoch, Praha 1943, přeložila Vlasta Hilská, přebásnil Bohumil Mathesius, výbor ze sbírek Manjošú a Kokinšú.
- Manjóšú (deset tisíc listů ze starého Japonska), čtyři svazky, Brody, Praha, 2001 až 2008, přeložil Antonín Líman, jednotlivé díly vyšly roku 2001, 2003, 2006 a 2008.
- Písně z Ostrova vážek (výběr básní ze Sbírky bezpočtu listů), Vyšehrad, Praha 2010, přeložil Antonín Líman.